# زيجور ارانالدى
زيجور ارانالدى (بالإسبانية: Zigor Aranalde Sarasola)‏ (28 فبراير 1973 بإيبارا في إسبانيا - ) هو لاعب كرة قدم إسباني في مركز الدفاع. شارك مع منتخب إقليم الباسك لكرة القدم. أما مع النوادي، فقد لعب مع شيفيلد وينزداي ولوغرونيس ونادي ألباسيتي ونادي إشبيلية ونادي إيبار ونادي والسول ونادي كارلايل يونايتد ونادي أتلتيكو ماربيا ‏ وSporting La Gineta CF ‏ وUD Almansa ‏.

## وصلات خارجية
- زيجور ارانالدى على موقع قاعدة بيانات كرة القدم.إي يو (الإنجليزية)
- زيجور ارانالدى على موقع Soccerbase.com (لاعب) (الإنجليزية)